# USS Wampanoag (ATA-202)
L' USS Wampanoag (ATA-202), à l'origine USS ATA-202, était un remorqueur auxiliaire  de haute mer de l'United States Navy en service de 1945 à 1947.

## Historique
L' ATA-202 a été posé le 24 août 1944 à Port Arthur, au Texas, par Gulfport Boiler and Welding Works. Il est lancé le 10 octobre 1944 et mis en service le 8 décembre 1944.

### U.S. Navy
L' ATA-202, après ses essais en mer au cours de la seconde moitié de décembre 1944, a rejoint et l'océan Pacifique par le canal de Panama. Le 12 janvier 1945, il rejoint l'United States Pacific Fleet et, à la fin avril 1945, il rejoint l'escadron de service 10 (ServRon) 10 à l'atoll d'Ulithi pour soutenir la bataille d'Okinawa. À la fin de mai 1945, il rejoint l'archipel Okinawa pour une brève période de service, puis retourne à sa base sur l'atoll d'Ulithi à la mi-juin 1945.
L' ATA-202 a continué son service avec le ServRon 10 jusqu'à la fin de la guerre, au cours de laquelle les hostilités avec le Japon ont cessé le 15 août 1945. Il a reçu une Service star pour son service pendant la Seconde Guerre mondiale.
L' ATA-202 est retourné aux États-Unis en septembre 1945 et a commencé neuf mois de service dans le 11e district à la base navale de San Diego en Californie. Il a été réaffecté dans la United States Navy reserve fleets au Texas Group  à Orange, en mars 1946 et y a fait son rapport en juillet 1946. Le 27 février 1947, il y a été désarmé.

### U.S. Coast Guard
En réserve, il est rebaptisé USS Wampanoag' le 16 juillet 1948 et y est resté en réserve jusqu'au 25 février 1959, date à laquelle il a été prêté à l'United States Coast Guard sous le nom  de USCGC Comanche (WATA-202), rebaptisé plus tard WMEC-202 en tant que Medium endurance cutter (en). Le 1er juin 1969, son nom a été rayé de la Navy List et il a été transféré de façon permanente à la Garde côtière.
l' USSCGC Comanche a opéré le long de la côte ouest des États-Unis de 1959 à 1967. il a déplacé son port d'attache à Corpus Christi, au Texas en 1967, puis à nouveau à Eureka, en Californie, en 1969. Il a opéré à partir d'Eureka jusqu'à sa mise hors service par la Garde côtière le 30 janvier 1980 et désarmé. Il a été vendu en service commercial en 1991 et exploité commercialement dans la région de Puget Sound dans l'État de Washington jusqu'à sa mise en service en 2000.

### Préservation
En 2007, Comanche a été donné à la Comanche 202 Foundation , une association à but non lucratif fondée le 11 septembre 2007, dans le but de préserver, restaurer et exploiter le dernier ATA complet et le premier US Coast Guard Medium Endurance Cutter conservé sur la côte ouest.  
Depuis 2015, Wampanoag II  est amarré à la marina de Tyee à Tacoma pendant les mois d'hiver et à la marina de Bremerton, et visite d'autres ports de Puget Sound. Il est fréquemment ouvert pour des visites. Il est pleinement opérationnel et effectue des croisières sur le Puget Sound.